# Holopelus irroratus
Holopelus irroratus là một loài nhện trong họ Thomisidae.
Loài này thuộc chi Holopelus. Holopelus irroratus được Tord Tamerlan Teodor Thorell miêu tả năm 1899.